# Gan-Yiri-Yarcé
Pour les articles homonymes, voir Gan.
Gan-Yiri-Yarcé est une localité située dans le département de Tangaye de la province du Yatenga dans la région Nord au Burkina Faso.

## Géographie
Gan-Yiri-Yarcé se trouve à environ 15 km au nord-ouest de Tangaye, le chef-lieu du département, à 1 km au nord-est de Pella-Tibitiguia et à 22 km au nord-ouest du centre de Ouahigouya.

## Santé et éducation
Le centre de soins le plus proche de Gan-Yiri-Yarcé est le centre de santé et de promotion sociale (CSPS) de Pella-Tibitiguia tandis que le centre hospitalier régional (CHR) se trouve à Ouahigouya.